# Yohei Kurakawa
Yohei Kurakawa (藏川 洋平, Kurakawa Yohei) est un footballeur japonais né le 10 août 1977. Il évolue au poste de défenseur.

## Palmarès
- Finaliste de la Coupe du Japon en 2008 avec le Kashiwa Reysol
- Champion du Japon en 2011 avec le Kashiwa Reysol
- Championnat du Japon de D2 en 2010 avec le Kashiwa Reysol